# Hugo Henríquez
Hugo Henríquez (Guayaquil, 4 de julio de 1941 - Ibídem, 10 de abril de 2012) fue un cantante ecuatoriano de pasillos, boleros y baladas, conocido por su apodo de Mr. Continente.

## Biografía

### Inicio de su carrera
Henríquez nació en Guayaquil el 4 de julio de 1941. En 1965 comenzó su carrera artística como crooner de conjuntos y orquestas, poco después fue cantante del grupo musical Los Cinco Ases, La Sicosis y estuvo en agrupaciones junto a los hermanos Baca, Lucho Silva y Federico "Piluco" Láinez.

### Festival Iberoamericano de la Canción
Viajó a Estados Unidos donde vivió durante cuarenta años, con visitas frecuentes al Ecuador y donde creció su carrera musical, siendo la atracción de varias peñas folclóricas, haciendo de la música su profesión. El 13 de septiembre de 1971 ganó el primer Festival Iberoamericano de la Canción (OTI) celebrado en Nueva York con el tema Te voy a regalar un continente de Romeo Caicedo y por el cual fue conocido como Mr. Continente.

### Muerte
El domingo 8 de abril de 2012 fue internado en la clínica Kennedy, de Guayaquil, debido a la salmonelosis que adquirió al ingerir una fanesca, un plato típico ecuatoriano que se sirve en Semana Santa, pero que se encontraba en mal estado, teniendo pocas probabilidades de vida, después de náuseas vómitos y diarrea continua que lo deshidrató y seco sus riñones, falleció a las 05:00 del martes 10 de abril, en el hospital Guayaquil, a la edad de 70 años, luego de sufrir una presión arterial baja.